# Arno Camenisch
Arno Camenisch, né le 1er février 1978 à Tavanasa dans le canton des Grisons, est un écrivain suisse d'expression allemande et romanche.

## Biographie
Arno Camenisch naît le 1er février 1978 à Tavanasa, village rattaché à la commune de Breil/Brigels dans le canton des Grisons. Il a un frère.
Après ses écoles primaire et secondaire à Tavanasa, il suit l'école normale à Coire, puis enseigne pendant quatre ans à partir de 2007 à l'école suisse de Madrid, puis étudie à l'Institut littéraire suisse à Bienne, où il écrit son premier ouvrage, Sez Ner, sobre récit d'un été à l'alpage publié en 2010. Il rédige deux versions de ce livre, le premier de sa trilogie grisonne : une en allemand et une en romanche sursilvan. Il considère l'allemand comme sa langue d'écriture, même s'il « fait une bonne place aux régionalismes, au dialecte et aux créations ».
Dans les années 2000, il fait partie pendant sept ans du collectif « Bern ist überall ».
Il vit à Bienne. Il est père d'un enfant.

## Publications
- (de + rm) Sez Ner, Lausanne, Éditions d'en bas, 14 juillet 2010, 216 p. (ISBN 978-3938767795)[6],[7]. Prix de la meilleure fiction européenne[3], prix bernois de littérature[8]
- (de) Ustrinkata, Schupfart, Engeler, 1er février 2012, 106 p. (ISBN 978-3-033-03028-2). Prix fédéral de littérature[9]
- (de) Hinter dem Bahnhof, Schupfart, Engeler, 8 avril 2013, 96 p. (ISBN 978-3-906050-02-7)[5] (trad. en français par Camille Luscher sous le titre de Derrière la gare[4]). Prix bernois de littérature[8]
- (de) Fred und Franz, Schupfart, Engeler, 15 mai 2013, 100 p. (ISBN 978-3-906050-06-5)
- (de) Nächster Halt Verlangen, Schupfart, Engeler, 14 octobre 2014, 64 p. (ISBN 978-3-906050-18-8)[10]
- (de) Die Kur, Schupfart, Engeler, 1er juillet 2015, 96 p. (ISBN 978-3-906050-22-5)
- (de) Die Launen des Tages : Geschichten II, Schupfart, Engeler, 10 août 2016, 90 p. (ISBN 978-3-906050-19-5)
- (de) Der letzte Schnee, Schupfart, Engeler, 10 janvier 2018, 104 p. (ISBN 978-3-906050-35-5) (trad. en français en 2021 par Camille Luscher sous le titre de La dernière neige[11])
- (de) Herr Anselm, Schupfart, Engeler, 30 août 2019, 100 p. (ISBN 978-3-906050-43-0)
- (de) Goldene Jahre, Schupfart, Engeler, 22 avril 2020, 100 p. (ISBN 978-3-906050-36-2)
- (de) Der Schatten über dem Dorf, Schupfart, Engeler, 25 février 2021, 104 p. (ISBN 978-3-906050-80-5)
- (de) Die Welt, Zurich, Diogenes, 27 juillet 2022, 138 p. (ISBN 978-3-257-07220-4)[12]

### 0euvres en français
- Sez Ner, traduit de l'allemand (Suisse) par Camille Luscher, avec la collaboration de Marion Graf ; postface de Stéphane Borel. - Lausanne (Suisse) : Ed. d'en bas, 2014. - 279 p. -  (ISBN 978-2-8290-0477-3). Edition trilingue français-allemand-sursilvan, postface en français. Rééd. chez Quidam éditeur, 2020. -  (ISBN 9782374911380)
- Derrière la gare, traduit de l'allemand (Suisse) par Camille Luscher. - Meudon : Quidam éditeur, 2020. - 91 p. -  (ISBN 978-2-37491-128-1)
- Ustrinkata, traduit de l'allemand (Suisse) par Camille Luscher. - Meudon : Quidam éditeur, 2020. - 97 p. -  (ISBN 978-2-37491-133-5)
- La dernière neige, traduit de l'allemand (Suisse) par Camille Luscher. - Meudon : Quidam éditeur, 2021. - 103 p. -  (ISBN 978-2-37491-238-7)

## Documentaire
- (de) Christina Pollina-Roos, Gian Rupf, Arno Camenisch - Schreiben auf der Kante, mars 2015, 52 min. [présentation en ligne]